# Pseudophegopteris levingei
Pseudophegopteris levingei är en kärrbräkenväxtart som först beskrevs av C. B. Cl., och fick sitt nu gällande namn av Ren-Chang Ching. Pseudophegopteris levingei ingår i släktet Pseudophegopteris och familjen Thelypteridaceae. Inga underarter finns listade.